# Administrador de tareas
Un administrador de tareas es un programa informático que se utiliza para proporcionar información sobre los procesos y programas que se están ejecutando en una computadora y su situación general. Puede emplearse para finalizar procesos, comprobar el uso de CPU, así como terminar programas y cambiar la prioridad entre procesos.

## Administradores de tareas
- Administrador de tareas de Microsoft Windows
- GKrellM en BSD, Linux, Solaris y Mac OS X.
- Monitor de actividad también en Mac OS X.
- KDE System Guard y KTop en KDE.
- GNOME System Monitor en GNOME, compuesto de pestañas dedicadas al sistema (equipo y kernel), procesos, recursos (CPU y memoria) y sistema de archivos (unidades montadas, capacidad y sistema de archivos).[1]
- Administradores de tareas alternativos para Windows
  - Daphne Archivado el 21 de septiembre de 2010 en Wayback Machine. (Disponible en español, inglés, italiano, alemán, chino, francés, valenciano y polaco)
  - Process Explorer (Disponible en inglés)